# Untereichsfeld - Ohmgebirge
Untereichsfeld - Ohmgebirge este o arie protejată (arie de protecție specială avifaunistică — SPA) din Germania întinsă pe o suprafață de 11.006 ha, integral pe uscat.

## Localizare
Centrul sitului Untereichsfeld - Ohmgebirge este situat la coordonatele 51°26′32″N 10°09′54″E / 51.4422°N 10.165°E.

## Înființare
Situl Untereichsfeld - Ohmgebirge a fost declarat arie de protecție specială avifaunistică în mai 2007 pentru a proteja 31 de specii de animale.

## Biodiversitate
Situată în ecoregiunea continentală, aria protejată nu include niciun habitat protejat.
La baza desemnării sitului se află mai multe specii protejate de  păsări (31): minunița (Aegolius funereus), pescăruș albastru (Alcedo atthis), fâsă de luncă (Anthus pratensis), buha (Bubo bubo), Charadrius dubius curonicus, barză neagră (Ciconia nigra), mierla de apă (Cinclus cinclus), erete de stuf (Circus aeruginosus), Corvus monedula, prepeliță (Coturnix coturnix), cristeiul de câmp (Crex crex), ciocănitoarea de stejar (Dendrocopos medius), ciocănitoare neagră (Dryocopus martius), Falco peregrinus peregrinus, șoimul rândunelelor (Falco subbuteo), muscar negru (Ficedula hypoleuca), muscar (Ficedula parva), Gallinula chloropus chloropus, frunzăriță galbenă (Hippolais icterina), capîntortură (Jynx torquilla), sfrâncioc roșiatic (Lanius collurio), sfrâncioc mare (Lanius excubitor excubitor), grelușelul-de-tufiș (Locustella fluviatilis), gaia neagră (Milvus migrans), gaia roșie (Milvus milvus), viespar (Pernis apivorus), ciocănitoare verzuie (Picus canus), mărăcinar (Saxicola rubetra), sitar de pădure (Scolopax rusticola), Tachybaptus ruficollis ruficollis, nagâț (Vanellus vanellus).
Pe lângă speciile protejate, pe teritoriul sitului au mai fost identificate 2 specii de păsări.